# Буркерт, Карел
Карел Бу́ркерт (чеш. Karel Burkert; 1 декабря 1909, Будапешт — 26 марта 1991) — болгарский и чехословацкий футболист, играл на позиции вратаря. Участник чемпионата мира 1938 года.

## Биография

### Клубная карьера
В течение трёх сезонов играл за «Батя Злин». В 1933 году переехал в Болгарию, где в течение одного сезона играл за «Левски». Вернувшись в Чехословакию, Буркерт стал игроком «Жиденице», за который играл шесть сезонов. Всего за «Жиденице» сыграл 105 матчей в Высшей лиге. В годы Второй мировой войны был играющим тренером «Боровины».

### Карьера в сборной
В 1934 году сыграл один матч за сборную Болгарии против сборной Югославии — Болгария одержала победу со счётом 3:2.
Дебютировал за сборную Чехословакии 14 октября 1934 года в товарищеском матче со сборной Швейцарии (2:2), выйдя во втором тайме вместо Честмира Патцеля. Входил в состав сборной Чехословакии на чемпионате мира 1938 года, где сыграл в переигровке со сборной Бразилии (1:2).

### Смерть
Скончался 26 марта 1991 года в возрасте 81 года.